# Тарди, Дональд
Дональд «DT» Тарди (англ. Donald Tardy; род. 28 января 1970 года, Тампа, Флорида) — американский музыкант, наиболее известный как участник американской дэт-метал-группы Obituary, в которой является ударником. Является младшим братом Джона Тарди, вокалиста Obituary, а также, наряду с Джоном и ритм-гитаристом Тревором Пересом, основателем группы. Также он был ударником супергруппы Meathook Seed. 

## Биография
Дональд Тарди родился 28 января 1970 года в Тампе. В 1984 году он вместе со старшим братом Джоном и Тревором Пересом основывает трэш-метал-группу Executioner, позже переименованную в Xecutioner. Изначально группа играла в своём гараже. Основное вдохновение музыканты черпали из музыки местных метал-коллективов Savatage и Nasty Savage. Вскоре группа подписывает контракт с Roadrunner Records и выпускает альбом Slowly We Rot. Этот и последующие альбомы Obituary получили весьма положительные отзывы прессы и являлись одними из наиболее продаваемых в жанре. Дональд Тарди, наряду с её другими основателями, является постоянным участником группы, появившимся на всех релизах коллектива.
Дональд отметился на альбоме I Get Wet американского исполнителя Andrew W.K., где исполнил партии ударных. Он входил в оригинальный концертный состав исполнителя. 
Дональд Тарди также является участником семейного проекта Tardy Brothers, где исполняет роль звукорежиссёра и композитора, играет на гитаре и бас-гитаре. Их первый и пока единственный альбом Bloodline вышел в 2009 году и получил тёплый приём металлической прессы.

## Характеристика
Дональд Тарди известен своей крепкой и динамичной игрой, образующую с бас-гитарой стабильную ритм-секцию, и сильной манерой игры на большом томе. Тарди - мастер игры на среднем темпе, он практически не использует бластбиты и редко ускоряет темп. 

## Благотворительная деятельность
Помимо своей работы в Obituary, Дональд является директором организации Metal Meowlisha, созданной для оказания лечения и помощи кошкам; Дональд — ярый сторонник кошек, у него в доме всегда содержится как минимум несколько питомцев, также он подкармливает уличных котов. Супруги участников Obituary усердно поддерживают работу организации, когда группа находится в туре.

## Дискография
Obituary
- Slowly We Rot (1989 г.)
- Cause of Death (1990 г.)
- The End Complete (1992 г.)
- World Demise (1994 г.)
- Back from the Dead (1997 г.)
- Dead (1998 г.)
- Anthology (2001 г.)
- Frozen in Time (2005 г.)
- Frozen Alive (2006 г.)
- Xecutioner's Return (2007 г.)
- Left to Die (2008 г.)
- Darkest Day (2009 г.)
- Inked in Blood (2014 г.)
- Obituary (2017 г.)
- Dying of Everything (2023 г.)

Meathook Seed
- Embedded (1993 г.)

Andrew W.K.
- I Get Wet (2001 г.)
- The Wolf (2003 г.)

Tardy Brothers
- Bloodline (1993 г.)